# Alfa Rómeó és Júlia
Alfa Rómeó és Júlia egy 1969-ben bemutatott magyar romantikus filmvígjáték, amelyet Mamcserov Frigyes rendezett, Ruttkai Éva, Latinovits Zoltán, Ajtay Andor és Nagy Attila főszereplésével.

## Cselekmény
|  | Alább a cselekmény részletei következnek! |

Vili és Júlia a szilveszteri utcai forgatagban találkoznak, de egy csók után elszakadnak egymástól. A fiút elüti egy autó, és megreped a májcsatornája. A kórházban éppen Júlia kezeli, aki műanyag epevezetéket ültet be neki. A fiatalok egymásba szeretnek, de iszonyatos gyanú támad: a Lacival ugyanazon műtéten átesett kutya közömbös a kölykei iránt. Nagyon félnek, de nemcsak a szerelmüket féltik, hanem a műanyag csőtől is, ami Juli találmánya. Laci megoldást talál a feszült helyzetre, amikor gondjairól megfeledkezve boldogan flörtölni kezd egy díjnyertes angol cocker spániellel.

## Fordítás
- Ez a szócikk részben vagy egészben  az   Alfa Romeo și Julieta című román Wikipédia-szócikk ezen változatának fordításán alapul.  Az eredeti cikk szerkesztőit annak laptörténete sorolja fel. Ez a jelzés csupán a megfogalmazás eredetét és a szerzői jogokat jelzi, nem szolgál a cikkben szereplő információk forrásmegjelöléseként.

## Szereposztás
- Ruttkai Éva – Dr. Szabó Júlia
- Latinovits Zoltán – Vili
- Ajtay Andor – Koltay Tamás, professzor
- Nagy Attila – Kázmér
- Mezey Mária –
- Moór Marianna – Vali
- Szemere Vera – Márta
- Kovács Károly –
- Tompa Sándor –
- Hacser Józsa –
- Gyimesi Pálma –
- Major Tamás – bekötözött fejű beteg
- Csala Zsuzsa – Zsuzsa
- Gera Zoltán
- Szakáts Miklós –
- Körmendi János – beteg
- Kovalik Károly –
- Várhegyi Teréz –
- Horkai János –
- Soós Edit – Edit, asszisztensnő
- Szendrő József –
- Bursi Imre –
- Csányi Miklós –
- Dániel Vali –
- Dávid Kiss Ferenc – segédrendező
- Gombos Katalin –
- Harkányi Endre – rendező
- Ifj. Latabár Kálmán – öngyilkos
- Komlós András –
- Kézdy György –
- Schubert Éva –
- Győrffy György –
- Szigeti András –
- Szokolay Ottó –
- Vay Ilus –
- Vándor József –
- Prókai István